# Scheralij Mirso

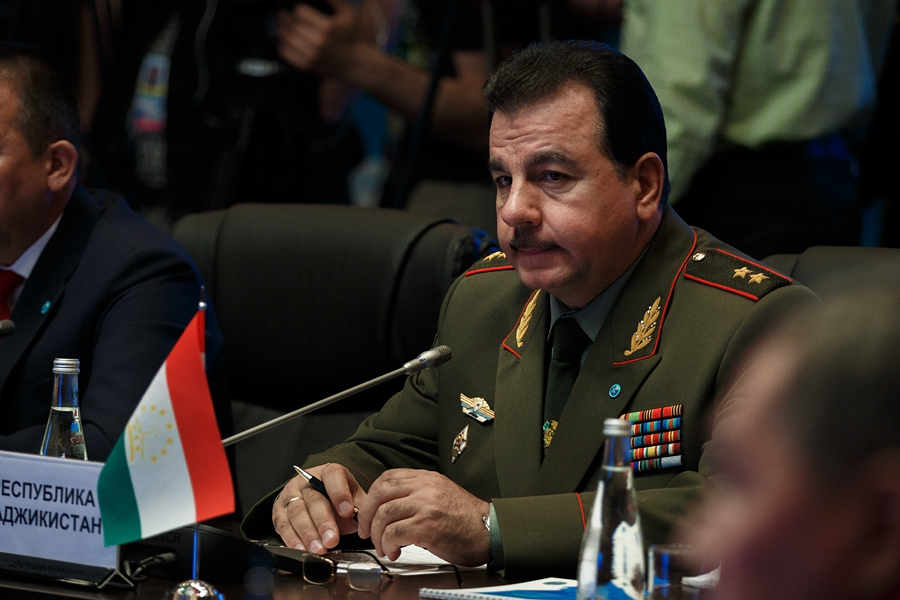
Scheralij Mirso in Sankt Petersburg

Scheralij Mirso (tadschikisch Шералӣ Мирзо, auch Sherali Mirzo, * 24. Mai 1967 in Hamadoni, Tadschikische SSR) ist ein Generaloberst der tadschikischen Streitkräfte und amtierender Verteidigungsminister Tadschikistans.

## Karriere

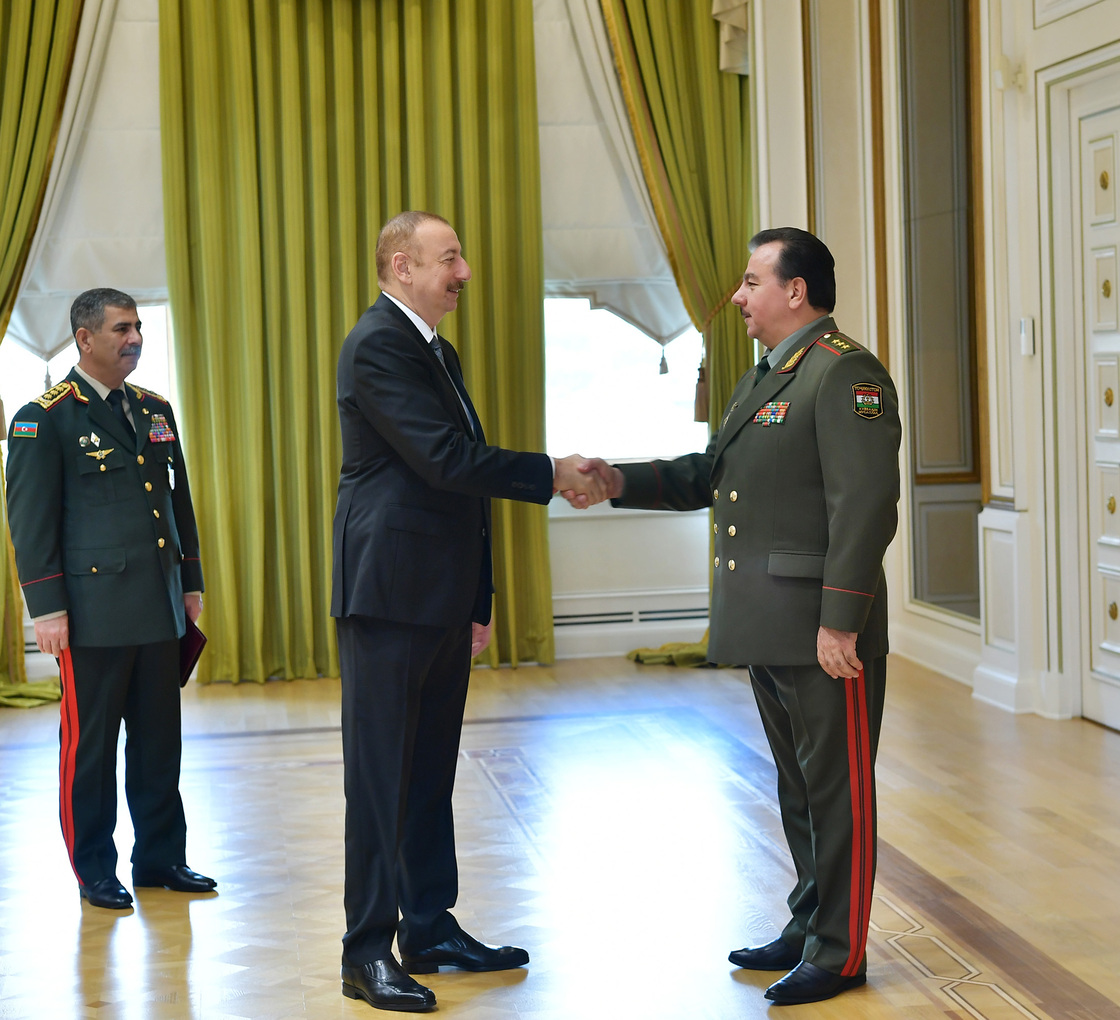
Begrüßung durch İlham Əliyev, den Präsidenten Aserbaidschans, bei einem Treffen der Verteidigungsminister der Gemeinschaft Unabhängiger Staaten

Mirso wurde im heutigen Distrikt Hamadoni im äußersten Süden der damaligen Sowjetunion geboren. Er absolvierte die Militärakademie in Perm im heutigen Russland und trat 1994 in den Dienst der tadschikischen Streitkräfte. Im Tadschikischen Bürgerkrieg stand er als Kommandant auf Seiten der Regierungstruppen und kämpfte hauptsächlich auf dem Gebiet der heutigen Provinz Chatlon im Süden Tadschikistans gegen oppositionelle Gruppen. Nach dem Ende des Bürgerkriegs besuchte er die Militärakademie des Generalstabes der Streitkräfte der Russischen Föderation in Moskau, ehe er im Jahr 2005 stellvertretender Verteidigungsminister in Tadschikistan wurde. Am 5. Dezember 2006 wurde Mirso zum Kommandeur der Grenztruppen Tadschikistans ernannt und wurde damit auch stellvertretender Leiter des Staatlichen Komitees für Nationale Sicherheit, der Nachfolgeorganisation des KGBs in Tadschikistan.
Durch ein Dekret des tadschikischen Präsidenten Emomalij Rahmon vom 3. Oktober 2013 wurde er als Nachfolger von Scheralij Khayrulloyew, der bereits seit 1995 im Amt war, Verteidigungsminister Tadschikistans. Der Wechsel an der Spitze des Ministeriums geschah offiziell aus gesundheitlichen Gründen, tatsächlich gab es bereits zuvor Kritik an der Leitung des Verteidigungsministeriums, unter anderem auf Grund der verbreiteten Korruption. Die Ernennung Mirsos wurde als Zeichen für eine stärkere Zusammenarbeit mit westlichen Partnern im Bereich der Sicherheit seitens der Regierung interpretiert, da die tadschikischen Grenztruppen unter Mirso bereits von den Vereinigten Staaten und der NATO Unterstützung erhalten hatten. Zentrale Herausforderungen für Mirso und die tadschikische Sicherheit allgemein sind die veränderte Sicherheitslage im südlichen Nachbarland Afghanistan nach dem Abzug ausländischer Truppen sowie der kirgisisch-tadschikische Grenzkonflikt im Norden des Landes im Grenzgebiet zu Kirgisistan. Im Februar 2018 wurde Mirso von Präsident Rahmon zum Generaloberst befördert.